# Courant-jet d'occlusion

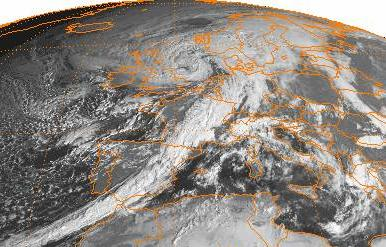
Photo satellite montrant la tempête de 1987 où le courant-jet d'occlusion se situe dans la zone dégagée près de la tête de la dépression

Le courant-jet d'occlusion est une zone réduite de vents très forts et turbulents près de la surface dans le quadrant sud-ouest d'une dépression en occlusion rapide. Elle est marquée par un renforcement du gradient de pression, qui se forme juste à l'arrière et au sud d'un système actif des latitudes tempérées en phase terminale d'un développement rapide. Ce courant se développe dans le dernier stade du modèle de cyclogénèse de Shapiro-Keyser. Ces vents soufflent dans une zone où le ciel se dégage le long d'un corridor incurvé sur les images d'un satellite météorologique et lui a valu le nom de « Sting jet » en anglais pour sa ressemblance avec la forme de l'aiguillon d'un scorpion.

## Théorie

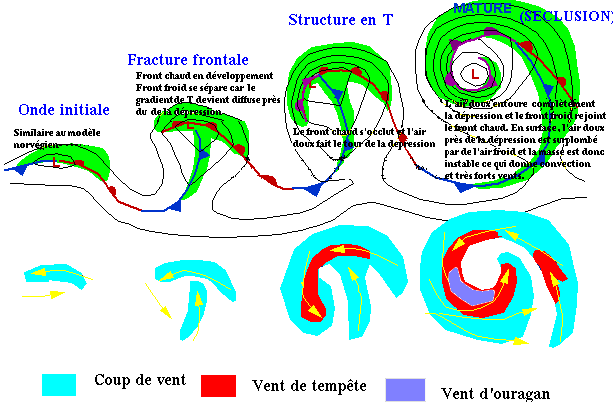
Cyclogénèse de Shapiro-Keyser. Dans la partie du bas, les flèches jaunes montrent la circulation atmosphérique et les zones en couleurs, la force des vents au sol.

À la suite de la tempête de 1987 qui a frappé l'ouest de l'Europe et causé des dommages importants par le vent, le professeur Keith Browning de l'université de Reading au Royaume-Uni a effectué une étude détaillée des conditions météorologiques qui l'ont produite. En analysant les zones dévastées, il a identifié un corridor étroit (parfois pas plus large que 50 km) où le vent était particulièrement violent dans le sud-ouest de la dépression, à la bordure des nuages associés avec l'occlusion. Ce phénomène s'est passé au dernier stade de la cyclogénèse de Shapiro-Keyser de l'image de gauche. 
Le courant-jet, ayant fait le tour de la dépression en développement rapide, permet à l'air froid derrière celle-ci de rattraper l'air doux du secteur chaud et produit une occlusion en forme de « T ». Ce jet provenant des niveaux moyens de la troposphère est relativement plus sec et plus dense que l'air ambiant, il descend donc vers le sol dans l'occlusion, avec la poussée d'Archimède. Ce faisant il se réchauffe et s'assèche pour former une éclaircie au sud-ouest du système ressemblant à l'aiguillon d'un scorpion, d'où le nom de « Sting jet » en anglais,. 
Dans cette région, le gradient de pression est très marqué et donne déjà des vents géostrophiques très forts. Browning a cependant déterminé qu'afin que les vents du courant-jet (en violet sur l'image) atteignent le sol et soufflent à plus de 150 km/h, une interaction complexe entre le processus dynamiques décrit ci-dessus et la microphysiques des nuages doit se produire. Les chercheurs estiment qu'en plus de l'évaporation se produisant dans la descente, il faut que l'air dans le courant-jet entre dans une zone d'instabilité symétrique conditionnelle. Cette dernière produit des bandes de nuages convectifs perpendiculaires au vent où le mouvement vers le haut alterne avec celui vers le bas. La neige fondant dans les sections descendantes refroidit l'air et accentue le mouvement convectif vers le sol du jet se trouvant juste à la limite sud de ces bandes. Cet effet supplémentaire se produit sur une section limitée en largeur du courant-jet et ne persiste que quelques heures.
Le cœur de vent boucle vers le sud-est pour revenir vers le centre de la dépression produisant des conséquences précises du fait de l'interaction du jet avec la topographie des régions où il souffle, ainsi les conséquences seront différentes d'une région à l'autre (même à l'intérieur d'un continent). Toutefois, la configuration générale des dépressions et des circulations atmosphériques qui leur sont associées étant similaires dans toutes les latitudes moyennes, la notion de courant-jet d'occlusion s'applique pour tout cyclone extratropical de type bombe météorologique. Cependant, ce n'est pas dans tous les cas que les conditions se conjuguent pour donner le mince corridor de vents extrêmes. Par exemple, lors de la tempête Tilo de 2007 en Europe, des vents violents ont été signalés après le passage du front froid sur une vaste étendue mais sans noter de corridor mince plus intense associé au courant-jet d'occlusion.